# Fatih Kaya
Fatih Kaya (Gießen, 13 novembre 1999) è un calciatore tedesco, attaccante del Wehen Wiesbaden.

## Carriera

### Club
Kaya ha iniziato la sua carriera nei settori giovanili di Klein-Linden, Gießen e Magonza prima di trasferirsi nel 2016 all'Ingolstadt 04. Nel 2018 è stato promosso nella squadra riserve con cui ha debuttato in Regionalliga il 28 marzo nell'incontro pareggiato 1-1 contro il Seligenporten.
Il 1º dicembre 2018 ha debuttato in prima squadra nell'incontro di 2. Bundesliga perso 2-1 contro l'Amburgo, dove ha realizzato l'unica rete della sua squadra. Al termine della stagione il club è retrocesso e Kaya è stato promosso definitivamente in prima squadra. Al termine della stagione 2020-2021 ha conquistato la promozione in 2. Bundesliga segnando nella gara di andata della finale playoff contro l'Osnabrück.
Il 5 maggio 2022 è stato acquistato a titolo definitivo dal Sint-Truiden.

### Nazionale
Nel 2018 ha giocato una partita con la maglia della nazionale tedesca Under-19.

## Statistiche

### Presenze e reti nei club
Statistiche aggiornate al 3 dicembre 2023.
| Stagione        | Squadra          | Campionato      | Campionato | Campionato | Coppe nazionali | Coppe nazionali | Coppe nazionali | Coppe continentali | Coppe continentali | Coppe continentali | Altre coppe | Altre coppe | Altre coppe | Totale | Totale | Totale |
| Stagione        | Squadra          | Comp            | Pres       | Reti       | Comp            | Pres            | Reti            | Comp               | Pres               | Reti               | Comp        | Pres        | Reti        | Pres   | Reti   |        |
| --------------- | ---------------- | --------------- | ---------- | ---------- | --------------- | --------------- | --------------- | ------------------ | ------------------ | ------------------ | ----------- | ----------- | ----------- | ------ | ------ | ------ |
| 2017-2018       | Ingolstadt 04 II | RL              | 2          | 0          |                 | -               | -               |                    | -                  | -                  |             | -           | -           | 2      | 0      |        |
| 2018-2019       | Ingolstadt 04 II | RL              | 18         | 10         |                 | -               | -               |                    | -                  | -                  |             | -           | -           | 18     | 10     |        |
| 2018-2019       | Ingolstadt 04    | 2L              | 5+2        | 1+0        | CG              | 0               | 0               |                    | -                  | -                  |             | -           | -           | 7      | 1      |        |
| 2019-2020       | Ingolstadt 04    | 3L              | 36+2       | 6          | CG              | 1               | 0               |                    | -                  | -                  |             | -           | -           | 39     | 6      |        |
| 2020-2021       | Ingolstadt 04    | 3L              | 27+2       | 2+1        | CG              | 0               | 0               |                    | -                  | -                  |             | -           | -           | 29     | 3      |        |
| 2021-2022       | Ingolstadt 04    | 2L              | 17         | 3          | CG              | 2               | 1               |                    | -                  | -                  |             | -           | -           | 19     | 4      |        |
| 2022-2023       | Sint-Truiden     | D1              | 15         | 0          | CB              | 1               | 1               |                    | -                  | -                  |             | -           | -           | 16     | 1      |        |
| 2023-2024       | Sint-Truiden     | D1              | 15         | 0          | CB              | 1               | 0               |                    | -                  | -                  |             | -           | -           | 16     | 0      |        |
| Totale carriera | Totale carriera  | Totale carriera | 152        | 26         |                 | 5               | 2               |                    | -                  | -                  |             | -           | -           | 157    | 28     |        |

## Palmarès

### Individuale
- Capocannoniere della 3. Liga: 1

2024-2025 (20 reti)